# متنزه ويلسون توسكارورا الحكومي
متنزه ولاية ويلسون توسكارورا، هو متنزه حكومي تبلغ مساحته 485 فداناً (1.96كيلومتر مربع) في مقاطعة نياجرا، نيويورك. ويقع المتنزه على الجانب الغربي من قرية ويلسون على طول الشاطئ الجنوبي لبحيرة أونتاريو. ويمر طريق البحيرة (طريق ولاية نيويورك 18) عبر المتنزه.

## تاريخ
تم إنشاء المتنزه عام 1965 وقد كان سابقًا مزرعة للأغنام. على الرغم من أن جزءًا من المنتزة كان مزرعة للأغنام، فقد تم طرد العديد من العائلات، وهدم المنازل من قبل الدولة باستخدام حق الامتلاك. فقد كانت لديهم رؤية لربط المتنزهات بالبحيرات العظمى وذلك من خلال طريق بارك، ولكن لم يكن هناك متنزهات في ذلك الوقت. كان لابد من إنشاء المتنزهات. وهذا لم تتحققه الثقافة (السائدة) في الماضي، لذلك لم يرَ مشروع إنشاء المتنزه النور قط. كان الرد من بلدات المنطقة التي لم ترغب في أن تُعزل عن بحيراتها قضية رئيسية بالنسبة للدولة. كانت المنطقة في السابق عبارة عن كوخ جميل ومنطقة سكنية منزلية. يوجد ملعب للجولف وبعض الشركات.
كان الدخول المجاني قياسياً للحديقة إلى ان تم إجراء تحسينات طفيفة. الآن، تم تقليل رسوم الدخول لاستخدام مقطورة القوارب. تم تجاهلها بشكل أساسي من قبل السكان المحليين الذين استخدموا المنتزة كمركز اجتماعي لسنوات عديدة، فقد أصبحت مضيعة أخرى للموارد الطبيعية. أصبح عدد الزيارت للمتنزه غير دقيق بسبب مطالبة العائلات التي تعيش بجزيرة الغروب بدخول المتنزه للوصول إلى منازلهم، وتم ادراجها في قائمة الزيارات. يتم أيضًا إدخال استخدام إطلاق القارب على الرغم من أن لا أحد يستخدم المتنزه نفسه، ولكن يتجهون إلى البحيرة. سيبقى الاستخدام الحقيقي لأرض المنتزة الفعلي غير معروف بسبب هذا.

## مرافق المتنزه
الحديقة مفتوحة على مدار العام للاستخدام اليومي، يوجد بها شاطئًا وتوفر طاولات وأجنحة للنزهات، وملعبًا، وصيد الأسماك (أسماك المقلاة ولعبة السمك)، والمشي لمسافات طويلة في الطبيعة، ويوجد طيورًا برية موسمية وصيدًا للحيوانات الصغيرة، والتزلج، والتزلج الريفي، مع ميزة تناول الطعام. ويقع المرفأ البحري جنوب جزيرة الغروب. يوجد أيضًا ملعب جولف من 18 حفرة من المتنزه.

## روابط خارجية
- متنزهات ولاية نيويورك: حديقة ولاية ويلسون توسكارورا
- وايلدرنت: حديقة ولاية ويلسون توسكارورا